# Charles Bannerman
Pour les articles homonymes, voir Bannerman.
Charles Bannerman (né le 3 juillet 1851 à Woolwich, décédé le 20 août 1930 à Sydney) était un joueur de cricket australien. Il a disputé, en 1877, le premier test de l'histoire du cricket. À cette occasion, il est devenu le premier joueur à faire face à une balle en Test cricket, le premier joueur à marquer un run et à marquer un century.

## Carrière
Charles Bannerman est né à Woolwich dans le Kent peu de temps avant que ses parents n'émigrent en Nouvelle-Galles du Sud. Il commence sa carrière en first-class cricket en 1870-1871.
Il fait partie de l'Australie qui joue le premier test de l'histoire du cricket en mars 1877 face à l'Angleterre. C'est lui qui fait face à la première balle jamais lancée en Test cricket, et il marque le premier run et le premier century de l'histoire. Son total de 165 runs dans la première manche représente 67,35 % du total australien, un record pour un innings allé jusqu'à son terme qui n'a jamais été battu depuis. L'Australie remporte le match par 45 runs d'avance. Il joue le deuxième test, qui suit de peu le premier.[réf. nécessaire]
Il est sélectionné pour la tournée de 1878 en Angleterre, au cours de laquelle il a la meilleure moyenne à la batte de son équipe. Aucun test n'est joué durant cette tournée mais il devient le premier australien à marquer un century en Angleterre. La tournée passe également par l'Amérique du Nord.[réf. nécessaire]
Il se retire de la sélection après les trois premiers tests joués, le dernier en 1879, pour cause de maladie. Il devient ensuite arbitre, et officie durant douze tests de l'équipe d'Australie entre 1887 et 1902.
Durant la saison 1922-23, la première retransmission radiophonique d'un match de cricket est un match joué au bénéfice de Charles Bannerman, qui reçoit 490£.

## Équipes
- Nouvelle-Galles du Sud (1870 - 1888)

## Sélections
- 3 sélections en Test cricket (1877 - 1879)

## Records et performances
- Premier joueur de l'histoire à avoir marqué un run en Test cricket, le 15 mars 1877 contre l'Angleterre.
- Premier joueur de l'histoire à avoir marqué un century en Test cricket, au cours du même match.
- Record du pourcentage le plus élevé de runs marqué par un seul joueur dans le total d'une équipe en un innings achevé en Test cricket (67,35 %), établi lors du même match et jamais battu depuis.